# Чуквуого-Рой, Чинве
Чинве Чуквуого-Рой (англ. Chinwe Chukwuogo-Roy, полное имя Chinwe Ifeoma Chukwuogo-Roy; 1952—2012) — нигерийская художница и скульптор.
Первую половину своей жизни провела в Нигерии. С 1975 года жила в Великобритании. В 2002 году стала всего лишь одним из двух нигерийских художников (с Бенедиктом Энвонву), которым было разрешено писать официальные портреты королевы Елизаветы II.

## Биография
Родилась 2 мая 1952 года в нигерийском штате Ондо в многодетной семье — у неё было шесть братьев и сестер. Позже вся семья переехала в город Иком в штате Кросс-Ривер, где у её отца были обширные плантации какао. В подростковом возрасте была беженкой в Гражданской войне в Нигерии, переехав в семейный дом в городе Авка штата Анамбра. В 1975 году переехала в Великобританию.
В Англии училась в колледже East Ham College, получив степень бакалавра с отличием. Следующую степень в области графического дизайна получила в 1978 году в Художественном колледже Хорнси (позже этот колледж присоединился к колледжам Enfield Technical College и Hendon Technical College, впоследствии став Мидлсекским университетом) в 1978 году. С 1988 года Чинве Чуквуого-Рой профессионально занялась живописью.

## Творчество
Первую и сразу широкую известность получила благодаря созданию портрета английской королевы Елизаветы II к её Золотому юбилею по заказу Секретариата Содружества наций. Портрет королевы в полный рост был представлен на церемонии в Доме Мальборо бывшим генеральным секретарем Содружества — сэром Дональдом Маккинноном в празднование Дня Содружества 2002 года.
Другие её выдающиеся работы включают портреты Крисса Акабуси, вождя Эмеки Аняоку, лорд-мэра города Нориджа. Будучи болельщицей футбольного клуба «Арсенал», она написала по просьбе Мартина Киоуна картину стадиона этой команды — Хайбери.
В 2003 году Чуквуого-Рой представляла Великобританию в Европейском совете в Париже, консультируя по вопросам современного африканского искусства. В декабре этого же года она также организовала выставку «Celebrate» на встрече глав правительств Содружества в Абудже.
Чуквуого-Рой была одним из основателей и членом объединения Sudbourne Printmakers, в котором участвовали несколько ведущих художников из Суффолка.
Работы художницы — картины, гравюры и скульптуры преимущественно носили фигуративный характер; ею натуралистическая живопись представлена в жанрах портрета, натюрморта и пейзажа. Некоторые её работы отображают чувства отчаяния, страха и устремлённости к лучшему, в их числе: серия работ «Migrants» и «African Slave Trade».
Чинве Чуквуого-Рой была участником многих выставок, как в Англии, так и по всему миру. Её работы находятся во многих государственных и частных коллекциях в Антигуа, Аргентине, Австралии, Франции, Гренаде, Ирландии, Кении, Малайзии, Мозамбике, Нидерландах, Нигерии, Португалии, Южной Африке, Испании, Свазиленде, Объединённых Арабских Эмиратах, Великобритания и США. Она провела персональные выставки, в том числе в Christchurch Mansions в Ипсвиче; Mall Galleries и Royal Commonwealth Society в Лондоне; Sainsbury Centre for Visual Arts Университете Восточной Англии в Норидже; Aldeburgh Festival в Суффолке; а также во Франции и США.
Нигерийская художница была удостоена многих наград и отмечена в международных СМИ как за её творческую, так и благотворительную и просветительскую работу с молодежью. Её биография под названием «Chinwe Roy − Artist», изданная Tamarind Books, в настоящее время изучается в Великобритании в рамках национальной учебной программы.
В 2003 году Университетом Восточной Англии Чуквуого-Рой она была награждена Honorary Doctorate of Letters. В 2009 году она была удостоена ордена Британской империи за вклад в искусство.
Умерла после долгой борьбы с раком 17 декабря 2012 года в местечке Hacheston графства Суффолк.

### Семья
Была замужем с 1980 году: муж — Родерик Рой; сыновья — Роган и Аласдейр, дочь — Нвира.